# MSL indicator

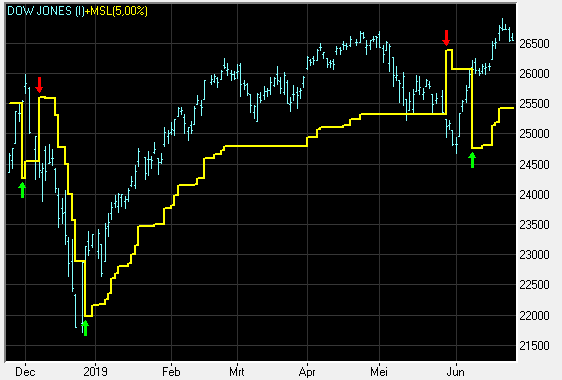
De Moving Stop Loss (MSL) indicator

De MSL indicator, afkorting voor de Moving Stop Loss (MSL) indicator, is een beurshandel-strategie gebaseerd op een trailing stop loss en wordt ook wel aangeduid als Trailing Stop Indicator.
Een trailing stop loss is een stop loss beursorder waarbij de conditie om te kopen of te verkopen dynamisch meebeweegt met de beurskoers. Deze conditie kan absoluut zijn of procentueel.
De MSL indicator maakt gebruik van de mogelijkheid om een stop loss te laten meeschuiven naar boven of beneden, afhankelijk van de positie (long of short). De stop loss blijft bij een beperkte koerscorrectie (zonder dat de stop loss wordt bereikt) staan op de hoogste (indien long) of de laagste (indien short) waarde. De MSL indicator geeft een aan- of verkoopsignaal op het moment dat respectievelijk de short stop of de long stop wordt geraakt. De weergave van de MSL indicator is de dynamische trailing stoplijn. Deze lijn ligt onder de beurskoers bij een longpositie en boven de beurskoers bij een shortpositie. 
De toepassing van de MSL indicator is om aan- en verkoopmomenten van trendvolgende trades te timen. In zijwaarts bewegende markten is deze strategie vaak verliesgevend.

## Berekening
Berekening situatie long:
- Als Slot[x] < MSL[x-1] dan

situatie = short
- MSL[x] = Slot[x] * (100 + Percentage) / 100

anders
- MSL[x] = Maximum(MSL[x-1], Slot[x] * (100 - Percentage) / 100)

Berekening situatie short:
- Als Slot[x] > MSL[x-1] dan

Situatie = long
- MSL[x] = Slot[x] * (100 - Percentage) / 100

anders
- MSL[x] = Minimum(MSL[x-1], Slot[x] * (100 + Percentage) / 100)